# Лос-Анджелес Лейкерс
«Лос-Анджелес Лейкерс» (англ. Los Angeles Lakers) — професійна баскетбольна команда, заснована у 1946, розташована в місті Лос-Анджелес в штаті Каліфорнія.  Команда є членом Тихоокеанського дивізіону Західної конференції Національної баскетбольної асоціації. 
Домашнім кортом для «Лейкерс» є Стейплс-центр.

## Статистики
‘‘ В = Виграші, П = Програші, П% = Процент виграних матчів’’
| Сезон                     | В    | П    | П%   | Плейоф | Результати |
| ------------------------- | ---- | ---- | ---- | --- | --- |
| Детройт Гемс (НБЛ)        |      |      |      | | |
| 1946-47                   | 4    | 40   | .091 | | |
| Міннеаполіс Лейкерс (НБЛ) |      |      |      | | |
| 1947-48                   | 43   | 17   | .717 | Виграли в першому раунді Виграли в півфіналі НБЛ Виграли в фіналі НБЛ                                                        | Міннеаполіс 3, Національна баскетбольна ліга (США) 1 Міннеаполіс 2, Трай-Ситіс 0 Міннеаполіс 3, Рочестер 1                      |
| Міннеаполіс Лейкерс (BAA) |      |      |      | | |
| 1948-49                   | 44   | 16   | .733 | Виграли в першому раунді Виграли в фіналі конференції БАА Виграли в фіналі БАА                                               | Міннеаполіс 2, Чикаго 0 Міннеаполіс 2, Рочестер 0 Міннеаполіс 4, Сірак’юс 2                                                     |
| Міннеаполіс Лейкерс (НБА) |      |      |      | | |
| 1949-50                   | 51   | 17   | .750 | Виграли в матче за 1 место Виграли в півфіналі дивізіону Виграли в фіналі дивізіону Виграли в НБА Півфіналі Виграли в фіналі | Міннеаполіс над Рочестер Міннеаполіс 2, Чикаго 0 Міннеаполіс 2, Форт Вейн 0 Міннеаполіс 2, Андерсон 0 Міннеаполіс 4, Сірак’юс 2 |
| 1950-51                   | 44   | 24   | .647 | Виграли в півфіналі дивізіону Програли в фіналі дивізіону                                                                    | Міннеаполіс 2, Індіанаполіс 1 Рочестер 3 Міннеаполіс 1                                                                          |
| 1951-52                   | 40   | 26   | .606 | Виграли в півфіналі дивізіону Виграли в фіналі дивізіону Виграли в фіналі                                                    | Міннеаполіс 2, Індіанаполіс 0 Міннеаполіс 3, Рочестер 1 Міннеаполіс 4, Нью-Йорк 3                                               |
| 1952-53                   | 48   | 22   | .686 | Виграли в півфіналі дивізіону Виграли в фіналі дивізіону Виграли в фіналі                                                    | Міннеаполіс 2, Індіанаполіс 0 Міннеаполіс 3, Форт Вейн 2 Міннеаполіс 4, Нью-Йорк 1                                              |
| 1953-54                   | 46   | 26   | .639 | Раунд-робин Раунд-робин Виграли в фіналі дивізіону Виграли в фіналі                                                          | Міннеаполіс 3-0 над Рочестер і Форт Вейн Міннеаполіс 2, Рочестер 1 Міннеаполіс 4, Сірак’юс 3                                    |
| 1954-55                   | 40   | 32   | .556 | Виграли в півфіналі дивізіону Програли в фіналі дивізіону                                                                    | Міннеаполіс 2, Рочестер 1 Форт Вейн 3, Міннеаполіс 1                                                                            |
| 1955-56                   | 33   | 39   | .458 | Виграли в матче за 2 место Програли в півфіналі дивізіону                                                                    | Міннеаполіс над Сент-Луїс 2, Міннеаполіс 1                                                                                      |
| 1956-57                   | 34   | 38   | .472 | Програли в Дивізіон Тайбрайкер Виграли в півфіналі дивізіону Програли в фіналі дивізіону                                     | Сент-Луїс над Міннеаполіс Міннеаполіс 2, Форт Вейн 0 Сент-Луїс 3, Міннеаполіс 0                                                 |
| 1957-58                   | 19   | 53   | .264 | | |
| 1958-59                   | 33   | 39   | .458 | Виграли в півфіналі дивізіону Виграли в фіналі дивізіону Програли в фіналі                                                   | Міннеаполіс 2, Детройт 1 Міннеаполіс 4, Сент-Луїс 2 Бостон 4, Міннеаполіс 0                                                     |
| 1959-60                   | 25   | 50   | .333 | Виграли в півфіналі дивізіону Програли в фіналі дивізіону                                                                    | Міннеаполіс 2, Детройт 0 Сент-Луїс 4, Міннеаполіс 3                                                                             |
| Лос-Анджелес Лейкерс      |      |      |      | | |
| 1960-61                   | 36   | 43   | .456 | Виграли в півфіналі дивізіону Програли в фіналі дивізіону                                                                    | Лос-Анджелес 2, Детройт 0 Сент-Луїс 4, Лос-Анджелес 3                                                                           |
| 1961-62                   | 54   | 26   | .675 | Виграли в фіналі дивізіону Програли в фіналі                                                                                 | Лос-Анджелес 3, Детройт 2 Бостон 4, Лос-Анджелес 3                                                                              |
| 1962-63                   | 53   | 27   | .663 | Виграли в фіналі дивізіону Програли в фіналі                                                                                 | Лос-Анджелес 4, Сент-Луїс 3 Бостон 4, Лос-Анджелес 2                                                                            |
| 1963-64                   | 42   | 38   | .525 | Програли в півфіналі дивізіону                                                                                               | Сент-Луїс 3, Лос-Анджелес 2 |
| 1964-65                   | 49   | 31   | .613 | Виграли в фіналі дивізіону Програли в фіналі                                                                                 | Лос-Анджелес 4, Балтимор 2 Бостон 4, Лос-Анджелес 1                                                                             |
| 1965-66                   | 45   | 35   | .563 | Виграли в фіналі дивізіону Програли в фіналі                                                                                 | Лос-Анджелес 4, Сент-Луїс 3 Бостон 4, Лос-Анджелес 3                                                                            |
| 1966-67                   | 36   | 45   | .444 | Програли в півфіналі дивізіону                                                                                               | Сан-Франциско 3, Лос-Анджелес 0                                                                                                 |
| 1967-68                   | 52   | 30   | .634 | Виграли в півфіналі дивізіону Виграли в фіналі дивізіону Програли в фіналі                                                   | Лос-Анджелес 4, Чикаго 1 Лос-Анджелес 4, Сан-Франциско 0 Бостон 4, Лос-Анджелес 3                                               |
| 1968-69                   | 55   | 27   | .671 | Виграли в півфіналі дивізіону Виграли в фіналі дивізіону Програли в фіналі                                                   | Лос-Анджелес 4, Сан-Франциско 2 Лос-Анджелес 4, Атланта 1 Бостон 4, Лос-Анджелес 3                                              |
| 1969-70                   | 46   | 36   | .561 | Виграли в півфіналі конференції Виграли в фіналі конференції Програли в фіналі                                               | Лос-Анджелес 4, Фінікс 3 Лос-Анджелес 4, Атланта 0 Нью-Йорк 4, Лос-Анджелес 3                                                   |
| 1970-71                   | 48   | 34   | .585 | Виграли в півфіналі конференції Програли в фіналі конференції                                                                | Лос-Анджелес 4, Чикаго 3 Мілвокі 4, Лос-Анджелес 1                                                                              |
| 1971-72                   | 69   | 13   | .841 | Виграли в півфіналі конференції Виграли в фіналі конференції Виграли в фіналі                                                | Лос-Анджелес 4, Чикаго 0 Лос-Анджелес 4, Мілвокі 2 Лос-Анджелес 4, Нью-Йорк 1                                                   |
| 1972-73                   | 60   | 22   | .732 | Виграли в півфіналі конференції Виграли в Фіналі конференції Програли в фіналі                                               | Лос-Анджелес 4, Чикаго 3 Лос-Анджелес 4, Голден-Стейт 1 Нью-Йорк 4, Лос-Анджелес 1                                              |
| 1973-74                   | 47   | 35   | .573 | Програли в першому раунді | Мілвокі 4, Лос-Анджелес 1 |
| 1974-75                   | 30   | 52   | .366 | | |
| 1975-76                   | 40   | 42   | .488 | | |
| 1976-77                   | 40   | 42   | .488 | Виграли в першому раунді Програли в півфіналі конференції                                                                    | Лос-Анджелес 4, Голден-Стейт 3 Портланд 4, Лос-Анджелес 0                                                                       |
| 1977-78                   | 45   | 37   | .549 | Програли в першому раунді | Сієтл 2, Лос-Анджелес 1 |
| 1978-79                   | 47   | 35   | .573 | Виграли в першому раунді Програли в півфіналі конференції                                                                    | Лос-Анджелес 2, Денвер Наггетс 1 Сієтл 4, Лос-Анджелес 1                                                                        |
| 1979-80                   | 60   | 22   | .732 | Виграли в півфіналі конференції Виграли в фіналі конференції Виграли в фіналі                                                | Лос-Анджелес 4, Фінікс 1 Лос-Анджелес 4, Сієтл 1 Лос-Анджелес 4, Філадельфія 2                                                  |
| 1980-81                   | 54   | 28   | .659 | Програли в першому раунді | Х'юстон 2, Лос-Анджелес 1 |
| 1981-82                   | 57   | 25   | .695 | Виграли в півфіналі конференції Виграли в фіналі конференції Виграли в фіналі                                                | Лос-Анджелес 4, Фінікс 0 Лос-Анджелес 4, Сан-Антоніо 0 Лос-Анджелес 4, Філадельфія 2                                            |
| 1982-83                   | 58   | 24   | .707 | Виграли в півфіналі конференції Виграли в фіналі конференції Програли в фіналі                                               | Лос-Анджелес 4, Портланд 1 Лос-Анджелес 4, Сан-Антоніо 2 Філадельфія 4, Лос-Анджелес 0                                          |
| 1983-84                   | 54   | 28   | .659 | Виграли в першому раунді Виграли в півфіналі конференції Виграли в фіналі конференції Програли в фіналі                      | Лос-Анджелес 3, Канзас-Сіті 0 Лос-Анджелес 4, Даллас 1 Лос-Анджелес 4, Фінікс 2 Бостон 4, Лос-Анджелес 3                        |
| 1984-85                   | 62   | 20   | .756 | Виграли в першому раунді Виграли в півфіналі конференції Виграли в фіналі конференції Виграли в фіналі                       | Лос-Анджелес 3, Фінікс 0 Лос-Анджелес 4, Портланд 1 Лос-Анджелес 4, Денвер Наггетс 1 Лос-Анджелес 4, Бостон 2                   |
| 1985-86                   | 62   | 20   | .756 | Виграли в першому раунді Виграли в півфіналі конференції Програли в фіналі конференції                                       | Лос-Анджелес 3, Сан-Антоніо 0 Лос-Анджелес 4, Даллас 2 Х'юстон 4, Лос-Анджелес 1                                                |
| 1986-87                   | 65   | 17   | .793 | Виграли в першому раунді Виграли в півфіналі конференції Виграли в фіналі конференції Виграли в фіналі                       | Лос-Анджелес 3, Денвер Наггетс 0 Лос-Анджелес 4, Голден-Стейт 1 Лос-Анджелес 4, Сієтл 0 Лос-Анджелес 4, Бостон 2                |
| 1987-88                   | 62   | 20   | .756 | Виграли в першому раунді Виграли в півфіналі конференції Виграли в фіналі конференції Виграли в фіналі                       | Лос-Анджелес 3, Сан-Антоніо 0 Лос-Анджелес 4, Юта 3 Лос-Анджелес 4, Даллас 3 Лос-Анджелес 4, Детройт 3                          |
| 1988-89                   | 57   | 25   | .695 | Виграли в першому раунді Виграли в півфіналі конференції Виграли в фіналі конференції Програли в фіналі                      | Лос-Анджелес 3, Портланд 0 Лос-Анджелес 4, Сієтл 0 Лос-Анджелес 4, Фінікс 0 Детройт 4, Лос-Анджелес 0                           |
| 1989-90                   | 63   | 19   | .768 | Виграли в першому раунді Програли в півфіналі конференції                                                                    | Лос-Анджелес 3, Х'юстон 1 Фінікс 4, Лос-Анджелес 1                                                                              |
| 1990-91                   | 58   | 24   | .707 | Виграли в першому раунді Виграли в півфіналі конференції Виграли в фіналі конференції Програли в фіналі                      | Лос-Анджелес 3, Х'юстон 0 Лос-Анджелес 4, Голден-Стейт 1 Лос-Анджелес 4, Портланд 2 Чикаго 4, Лос-Анджелес 1                    |
| 1991-92                   | 43   | 39   | .524 | Програли в першому раунді | Портланд 3, Лос-Анджелес 1 |
| 1992-93                   | 39   | 43   | .476 | Програли в першому раунді | Фінікс 3, Лос-Анджелес 2 |
| 1993-94                   | 33   | 49   | .402 | | |
| 1994-95                   | 48   | 34   | .585 | Виграли в першому раунді Програли в півфіналі конференції                                                                    | Лос-Анджелес 3, Сієтл 1 Сан-Антоніо 4, Лос-Анджелес 2                                                                           |
| 1995-96                   | 53   | 29   | .646 | Програли в першому раунді | Х'юстон 3, Лос-Анджелес 1 |
| 1996-97                   | 56   | 26   | .683 | Виграли в першому раунді Програли в півфіналі конференції                                                                    | Лос-Анджелес 3, Портланд 1 Юта 4, Лос-Анджелес 1                                                                                |
| 1997-98                   | 61   | 21   | .744 | Виграли в першому раунді Виграли в півфіналі конференції Програли в фіналі конференції                                       | Лос-Анджелес 3, Портланд 1 Лос-Анджелес 4, Сієтл 1 Юта 4, Лос-Анджелес 0                                                        |
| 1998-99                   | 31   | 19   | .620 | Виграли в першому раунді Програли в півфіналі конференції                                                                    | Лос-Анджелес 3, Х'юстон 1 Сан-Антоніо 4, Лос-Анджелес 0                                                                         |
| 1999-00                   | 67   | 15   | .817 | Виграли в першому раунді Виграли в півфіналі конференції Виграли в фіналі конференції Виграли в фіналі                       | Лос-Анджелес 3, Кінґс 2 Лос-Анджелес 4, Фінікс 1 Лос-Анджелес 4, Портланд 3 Лос-Анджелес 4, Індіана 2                           |
| 2000-01                   | 56   | 26   | .683 | Виграли в першому раунді Виграли в півфіналі конференції Виграли в фіналі конференції Виграли в фіналі                       | Лос-Анджелес 3, Портланд 0 Лос-Анджелес 4, Кінґс 0 Лос-Анджелес 4, Сан-Антоніо 0 Лос-Анджелес 4, Філадельфія 1                  |
| 2001-02                   | 58   | 24   | .707 | Виграли в першому раунді Виграли в півфіналі конференції Виграли в фіналі конференції Виграли в фіналі                       | Лос-Анджелес 3, Портланд 0 Лос-Анджелес 4, Сан-Антоніо 1 Лос-Анджелес 4, Кінґс 3 Лос-Анджелес 4, Нью-Джерсі 0                   |
| 2002-03                   | 50   | 32   | .610 | Виграли в першому раунді Програли в півфіналі конференції                                                                    | Лос-Анджелес 4, Міннесота 2 Сан-Антоніо 4, Лос-Анджелес 2                                                                       |
| 2003-04                   | 56   | 26   | .683 | Виграли в першому раунді Виграли в півфіналі конференції Виграли в фіналі конференції Програли в фіналі                      | Лос-Анджелес 4, Х'юстон 1 Лос-Анджелес 4, Сан-Антоніо 2 Лос-Анджелес 4, Міннесота 2 Детройт 4, Лос-Анджелес 1                   |
| 2004-05                   | 34   | 48   | .415 | | |
| 2005-06                   | 45   | 37   | .549 | Програли в першому раунді | Фінікс 4, Лос-Анджелес 3 |
| 2006-07                   | 3    | 0    | 1.0  | | |
| 2007-08                   | 57   | 25   | .695 | Виграли в першому раунді Виграли в півфіналі конференції Виграли в фіналі конференції Програли в фіналі                      | ЛА Лейкерс 4, Денвер 0 ЛА Лейкерс 4, Юта 2 ЛА Лейкерс 4, Сан-Антоніо 1 ЛА Лейкерс 2, Бостон 4                                   |
| 2008-09                   | 65   | 17   | .793 | Виграли в першому раунді Виграли в півфіналі конференції Виграли в фіналі конференції Виграли в фіналі                       | ЛА Лейкерс 4, Юта 1 ЛА Лейкерс 4, Х'юстон 3 ЛА Лейкерс 4, Денвер 2 ЛА Лейкерс 4, Орландо 1                                      |
| 2009-10                   | 65   | 17   | .793 | Виграли в першому раунді Виграли в півфіналі конференції Виграли в фіналі конференції Виграли в фіналі                       | ЛА Лейкерс 4, Оклахома-Сіті 2 ЛА Лейкерс 4, Юта 0 ЛА Лейкерс 4, Фінікс 2 ЛА Лейкерс 4, Бостон 3                                 |
| 2010-11                   | 57   | 25   | .695 | Виграли в першому раунді Програли в півфіналі конференції                                                                    | ЛА Лейкерс 4, Нью-Орлеан 2 ЛА Лейкерс 0, Даллас 4                                                                               |
| 2011-12                   | 57   | 25   | .695 | Виграли в першому раунді Програли в півфіналі конференції                                                                    | ЛА Лейкерс 4, Денвер 3 ЛА Лейкерс 1, Оклахома-Сіті 4                                                                            |
| Сума                      | 3125 | 1916 | .620 | | |
| Плейоф                    | 437  | 293  | .599 | 17 чемпіонатів | |